# Rubia crassipes
Rubia crassipes là một loài thực vật có hoa trong họ Thiến thảo. Loài này được Collett & Hemsl. miêu tả khoa học đầu tiên năm 1890.